# Djefatnebti
Djefatnebti (ook Djefat nebti, Oudegyptisch Ḏf3t(.j) Nb.ti) was een vroeg-dynastieke koningin van eind 3e dynastie van Egypte. Zij regeerde aan de zijde van koning (farao) Hoeni. De vorige Egyptische koningin was mogelijk Hetephernebti. Opvolgster van Djefatnebti als koningin was Meresankh I.
Op een vat afkomstig uit Elephantine komt haar naam voor. Nadere gegevens omtrent haar graftombe of familierelaties ontbreken.

## Titels
Van Djefatnebti is als koninginnentitel bekend:
- „Weret-hetes“